# かたすみで
「かたすみで」は、松山千春が2019年10月9日にリリースした80枚目のシングルである。

## 解説
表題曲「かたすみで」は、2010年の「慕う」以来、約9年半ぶりにテレビ東京系『開運!なんでも鑑定団』のエンディングテーマとして使用された。

## 収録曲
| 全作詞・作曲: 松山千春、全編曲: 夏目一朗。 |                                        |          |            |      |
| #                                          | タイトル                               | 作詞     | 作曲・編曲 | 時間 |
| 1.                                         | 「かたすみで」                         | 松山千春 | 松山千春   | 4:50 |
| 2.                                         | 「お前が好きだ」                       | 松山千春 | 松山千春   | 3:59 |
| 3.                                         | 「かたすみで」(オリジナル・カラオケ)   | 松山千春 | 松山千春   | 4:51 |
| 4.                                         | 「お前が好きだ」(オリジナル・カラオケ) | 松山千春 | 松山千春   | 3:55 |
| 合計時間:                                  | 合計時間:                              | 17:35    |            |      |